# Pseudoclanis occidentalis
Pseudoclanis occidentalis är en fjärilsart som beskrevs av Rothschild och Jordan 1903. Pseudoclanis occidentalis ingår i släktet Pseudoclanis och familjen svärmare. Inga underarter finns listade i Catalogue of Life.